# Jože Korže
Jože Korže, slovenski strojni delovodja in politik, * 11. april 1950.
Med letoma 2007 in 2012 je bil član Državnega sveta Republike Slovenije. Nekaj let je opravljal tudi funkcijo podžupana Občine Šentjur.
Je oče podpredsednice SDS Jelke Godec.